# Бардыгин, Михаил Никифорович
Михаил Никифорович Бардыгин (1864—1933) — крупный русский фабрикант, общественный деятель и меценат, член совета Московского купеческого банка, выборный московского Биржевого комитета, член правления Российского взаимного страхового союза, один из учредителей Московского банка. Депутат III Государственной думы от Рязанской губернии, член фракции прогрессистов.

## Биография
М. Н. Бардыгин родился 20 октября (по старому стилю) 1864 году в городе Егорьевске Рязанской губернии и был вторым ребёнком в семье известного егорьевского фабриканта, мецената и общественного деятеля Никифора Михайловича Бардыгина. Его старший брат Порфирий успешно учился в Академии коммерческих наук в Москве, но летом 1871 года умер от холеры в возрасте 13 лет. Через день после получения известия о смерти сына скончалась в возрасте 35 лет мать Михаила, Евдокия Феофилактовна. Позднее отец мальчика женился во второй раз, на Марии Владимировне Макарьевой. Отношения с мачехой у Михаила не всегда складывались гладко.
В детстве Михаил часто болел, не отличался здоровьем и в последующие годы. В отличие от отца, Михаил получил хорошее образование. В 1874—1878 гг. Михаил обучался в новой Егорьевской прогимназии (в открытии которой большую роль сыграл его отец). Затем, по совету учителей, молодой Бардыгин был определён в Москву, в Лицей цесаревича Николая, основанный известным публицистом М. Н. Катковым. Лицей Михаил Никифорович окончил с отличием.

### Семья

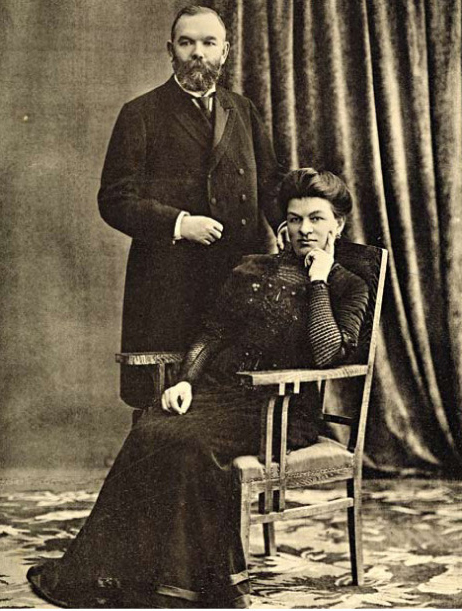
Бардыгин Михаил Никифорович с супругой Глафирой Васильевной Постниковой

М. Н. Бардыгин женился на представительнице богатой купеческой фамилии — Глафире Васильевне Постниковой. Её брат, Владимир Васильевич Постников, был известным коллекционером, владельцем антикварного магазина «Былое» на Тверском бульваре в Москве. Первый сын Михаила Никифоровича, Михаил, умер в детстве. В память о маленьком внуке, дед, Никифор Михайлович, установил стипендию его имени для гимназистов. Всего у Михаила Никифоровича было 9 детей, не считая умерших в младенчестве — 6 сыновей и 3 дочери: Никифор, Фёдор, Алексей, Василий, Николай, Сергей, Евдокия, Мария, Елизавета. Рано умершая жена Бардыгина и его сын Сергей, умерший 7 мая 1918 года, были похоронены в Москве на Старом кладбище Новодевичьего монастыря. Ещё один сын, Николай, эмигрировал в 20-х годах. Дочь Евдокия (1890-1938) вышла замуж за Сергея Дербенёва (1884-1943), сына городского головы Иваново-Вознесенска Павла Никаноровича Дербенёва . Они также эмигрировали во Францию и похоронены в Ницце в одной могиле с М.Н. и Г.В. Бардыгиными. В настоящее время потомки правнуки и праправнуки живут в Северной Каролине, США.

## Предпринимательская деятельность
В 1883 году Михаил Бардыгин, завершив обучение поездкой в Западную Европу, вступил в управление семейным делом. В 1885 году Бардыгины открывают печатное отделение, а в 1889 году — красильную фабрику в Городце. В 1901 году после смерти отца Михаил Никифорович становится единоличным владельцем большого разветвлённого бизнеса, включавшего механо-ткацкую и красильные фабрики, множество торговых заведений. В 1909 году Михаил Бардыгин для управление этим большим хозяйством учреждает промышленное и торговое товарищество «Никифора Михайловича Бардыгина наследник» с основным капиталом около 7 млн рублей и имевшего многочисленные отделения: Егорьевское, Петроградское, Московское, Харьковское, Ростовское, Раменское, Ташкентское, Кокандское, Семипалатинское, Екатеринбургское, Томское, Урумчинское, Петропавловское, Угринское, Городецкое, а также отделение в Китае. Главный офис промышленно-торгового товарищества находился в Гостинном дворе, недалеко от Кремля. Сам Михаил Никифорович становится директором распорядителем (самым главным) правления товарищества. Его сын, названный в честь деда Никифором, становится директором заместителем директора распорядителя. Директора: Глафира Васильевна и Василий Михайлович. Кандидат в директора: Фёдор Михайлович. После того, как торговые обороты товарищества увеличились до 18 млн рублей, М. Н. Бардыгин выкупил паи товарищества «Павла Малютина сыновья», владевшего прядильно-ткацкой фабрикой в с. Раменское Московской губернии. И в Правление «Промышленно-торгового товарищества Н. М. Бардыгина наследник» вошёл директор раменской фабрики: Илья Иванович Полетаев. Он был настолько квалифицированным и уважаемым мастером своего дела, что даже после национализации фабрики, общее собрание работников фабрики выбрало его единогласно опять своим директором.

## Общественная деятельность

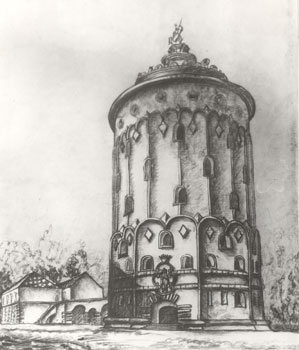
Эскиз музея в Егорьевске Щусева А. В

Михаил Бардыгин был известным меценатом и благотворителем, следуя примеру своего отца, который много сделал для родного Егорьевска. Сам Михаил Никифорович в дневнике, который вёл с 5 ноября 1885 по 3 февраля 1886 года, писал о социальной роли промышленника в жизни общества: «Народ на честного фабриканта глядит как на своего кормильца. Пожар, увечье, хворь, старость — сколько народа они посылают с сумою? Кому, как ни капиталисту помочь им?»
Осенью 1907 года Бардыгин избирается депутатом III Государственной Думы от Рязанской губернии (от 1-го съезда городских избирателей), где присоединяется к фракции «прогрессистов». Работая в Думе, состоял в комиссиях финансовой, бюджетной и по рабочему вопросу. Во время первой сессии подписал Законодательное предположение: о сосредоточении продажи крепких напитков в городах и голосовал против законопроекта об Амурской ж. д.
Незадолго до смерти Никифор Михайлович попросил сына завершить обустройство Свято-Троицкого монастыря и открыть в Егорьевске учебное заведение. И Михаил Никифорович выполнил просьбу родителя. В 1909 году в Егорьевске открылось механико-электротехническое училище с пятилетним сроком обучения, рассчитанное на 400 учащихся. В училище изучались слесарное, токарное, литейное дело, электротехника. М. Н. Бардыгин построил «исключительно только на свои средства, на земле, отведённой городом, прекрасное, огромное здание для Механического и Электротехнического училища, с мастерскими и с домами для квартир для учителей и для общежития учеников» (из книги А. А. Виталя, см. в разделе «Литература»). А после завершения строительства стал пожизненным попечителем училища, отказавшись от предложения городской думы присвоить ему имя попечителя. По предложению М. Н. Бардыгина Егорьевская городская дума постановила ходатайствовать о присвоении училищу имени «Цесаревича Алексея». И 17 июня 1909 года Император Николай II дал на то своё разрешение и взял училище под покровительство Его Высочества. На торце главного корпуса Училища была сделана надпись: «Любимому Егорьевску — Бардыгины 1857 1907». Напротив училища, на месте бывшего болота, был разбит ботанический сад с ровными аллеями и прудом. Для училища приобреталось новейшая техника и книги для учебной библиотеки. Приглашались наилучшие преподаватели-мастера своего дела. Первый директор училища — инженер В. М. Леднёв, прежде чем возглавить учебное заведение, ознакомился с постановкой технического образования в Германии. Многие преподаватели училища также совершенствовали своё мастерство за счёт училища (М. Н. Бардыгина) за границей. Некоторым это совершенствование так нравилось, что они там оставались навсегда. После открытия Училища, в 1909 г., М. Н. Бардыгин, в благодарность своим директорам, руководителям подразделений, фабрик, отличившимся в работе, ходатайствовал перед министром финансов (тогда он этим ведал) о присвоении им звания потомственных почётных граждан.
В годы Советской власти училище преобразовали в станкостроительный техникум «Комсомолец». Было возведено новое здание общежития для учащихся, в настоящее время — здание, находящееся по адресу: г. Егорьевск, ул. Советская, д. 136. Уровень полученного образования в техникуме был сравним с полученным в вузах. В 1996 году на базе техникума был создан Егорьевский Технологический Институт (филиал) МГТУ «Станкин».
В 1911 году при поддержке Бардыгина в Егорьевске создаётся гимнастическое общество «Сокол» и футбольная команда «Бардыгинцы», состоялся Съезд директоров, преподавателей, руководителей мастерскими технических училищ Московского учебного округа с участием представителей фабрично-заводской промышленности и попечительских обществ.
В 1909 году Михаил Никифорович открывает при фабрике публичную библиотеку с читальным залом. Уже в 1910 году под влиянием В. В. Постникова, шурина Бардыгина, при библиотеке возникает «Частное собрание русской старины», которое в 1911 году отделяется и превращается в полноценный музей, через 2 года получивший название «Музей русской старины». К 1913 году в фондах музея хранилось более 10 000 разнообразных экспонатов (иконы, фарфор, стекло, оружия и т. д.), которые оценивались в 200 000 рублей. Посещение музея было бесплатным. В 1915 году Бардыгин подарил музей городу, но продолжал его финансировать. Для музея предполагалось построить здание в стиле древней русской архитектуры, которое спроектировал архитектор А. В. Щусев. В проекте музей представлял собой многоэтажную круглую башню с бойницей, которую увенчивала конная статуя Георгия Победоносца — покровителя города Егорьевска. Однако осуществить это строительство не удалось.
Деятельность М. Н. Бардыгина не осталась незамеченной. 1 июля 1915 года был подписан указ о возведении его и членов его семьи в потомственное дворянство «в воздаяние выдающейся благотворительной деятельности». Из-за войны и революции оформление бумаг документа затянулось до… 25 октября 1917 года. Герб Бардыгиных внесен в Часть 21 Общего гербовника дворянских родов Всероссийской империи, стр. 14.

## Жизнь после Октября

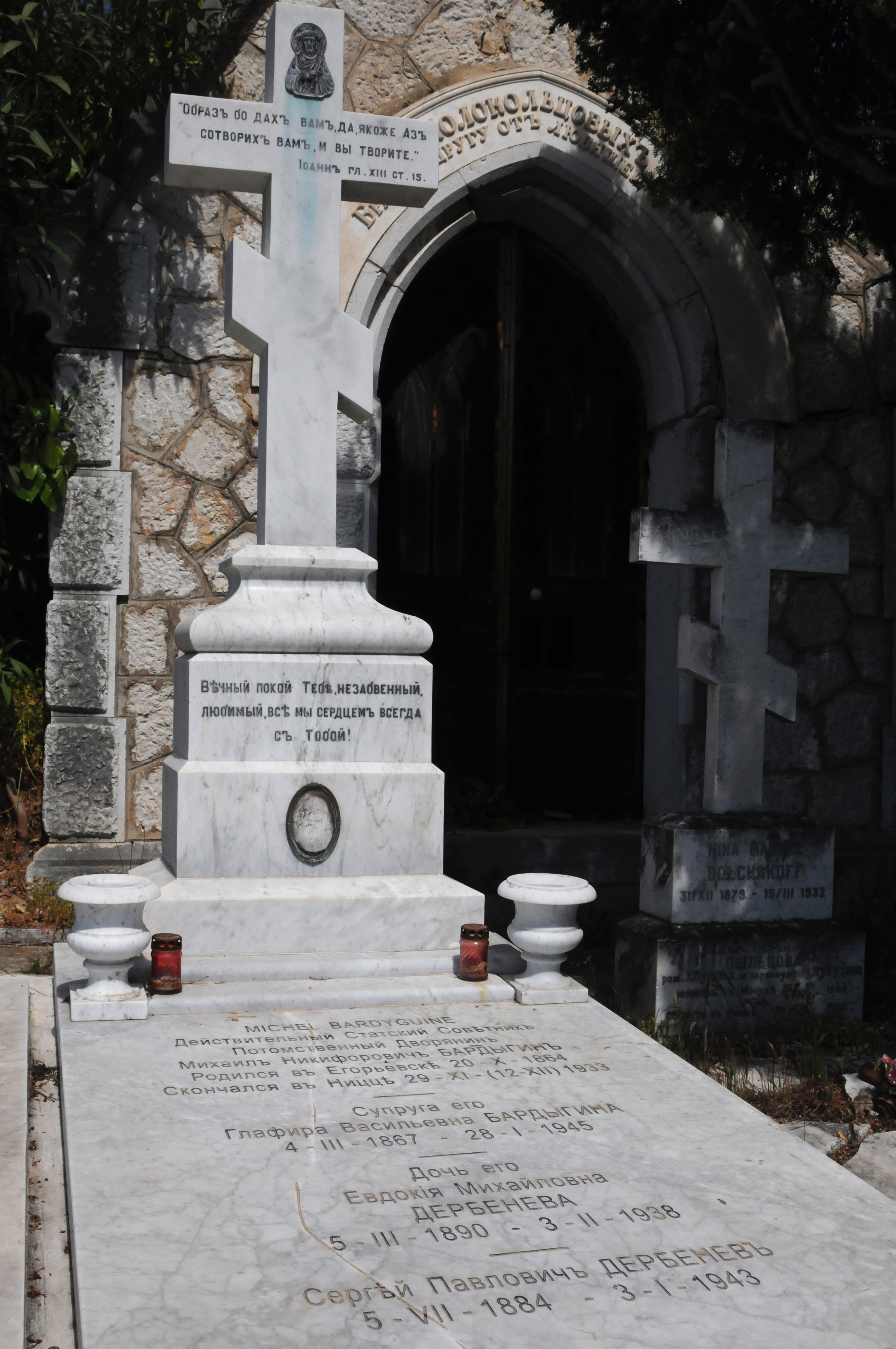
Могила М. Н. Бардыгина и его семьи на Русском кладбище Кокад в Ницце.

Михаил Бардыгин поступил на службу в Наркомат лёгкой промышленности, где курировал текстильную отрасль. По косвенным свидетельствам известно, что один из сыновей Бардыгина, Николай, служил экспертом Мосгубмузея. Но, разочаровавшись в революции, в 1923 году Михаил Никифорович с женой и семьёй эмигрировал во Францию. Про дальнейшую судьбу Бардыгиных почти ничего неизвестно. По непроверенным данным, он руководил небольшим текстильным предприятием.
Известно, что находясь в эмиграции, М. Н. Бардыгин написал книгу «Созвучия Нового Завета», которая была напечатана в Париже в издательстве «Impr. de Navarre». Эта книга есть подобие словаря по Новому Завету, с помощью которого читатель может свободно отыскать в Книгах Нового Завета интересующее его место. В данной книге есть интересное Предисловие автора, в котором он описывает цель настоящего издания и вкратце затрагивает современный ему мир. Спустя год Михаил Никифорович издаёт второй выпуск «Созвучия Нового Завета». Предисловие ко второму выпуску книги изобилует высказываниями о книге М. Бардыгина известных архипастырей, таких как митрополит Евлогий (Георгиевский) и митрополит Антоний (Храповицкий), также одобрительную рецензию на книгу дал профессор Санкт-Петербургской Духовной академии Н. Н. Глубоковский. На форзаце книги помещено факсимиле митрополита Евлогия. Из предисловия явно следует, что эта книга была востребована и по достоинству оценена нашими соотечественниками, находившимися в эмиграции. Митрополит Антоний (Храповицкий) в своём письме о книге М. Бардыгина, в частности, писал: «Ею будут пользоваться только те, кто любит читать Библию… Другое дело, — если Бог судит нам возвратиться в Россию». Архиепископ Японский Сергий (Тихомиров) в своём отзыве говорит: «И беглый просмотр ясно говорит, что и цель труда великая, и замысел оригинален, и на исполнение труда затрачено много знания, сил и времени». Книга М. Н. Бардыгина «Созвучия Нового Завета» была популярна среди русских эмигрантов, но в России осталась незамеченной. Михаил Никифорович похоронен в Ницце на русском кладбище Кокад (121).

## Память
Улица Подвальная за рекой Гуслицей, на которой располагалось Электро-Механическое училище, построенное на средства фабриканта стала называться его именем в 1900-х, в советское время носила имя «Профсоюзная», но после распада Советского Союза небольшой части Профсоюзной улицы было возвращено старое название (Бардыгинская улица).